# The Last Safari
The Last Safari is een Britse avonturenfilm uit 1967 onder regie van Henry Hathaway.

## Verhaal
Een jager krijgt schuldgevoelens en hij besluit al zijn bezittingen te verkopen. Vervolgens gaat hij op zoek naar een legendarische olifant, die verantwoordelijk is voor de dood van zijn beste vriend.

## Rolverdeling
| Acteur           | Personage           |
| ---------------- | ------------------- |
| Kaz Garas        | Casey               |
| Stewart Granger  | Miles Gilchrist     |
| Gabriella Licudi | Grant               |
| Johny Sekka      | Jama                |
| Liam Redmond     | Alec Beaumont       |
| Eugene Deckers   | Vluchtelingenleider |
| David Munyua     | Chongu              |
| John De Villiers | Rich                |
| Wilfred Moore    | Jachtopziener       |
| Jean Parnell     | Mevrouw Beaumont    |
| Bill Grant       | Commissaris         |
| John Sutton      | Harry               |
| Kipkoske         | Gavai               |
| Labina           | Dorpshoofd          |